# Smart Hashtag 5

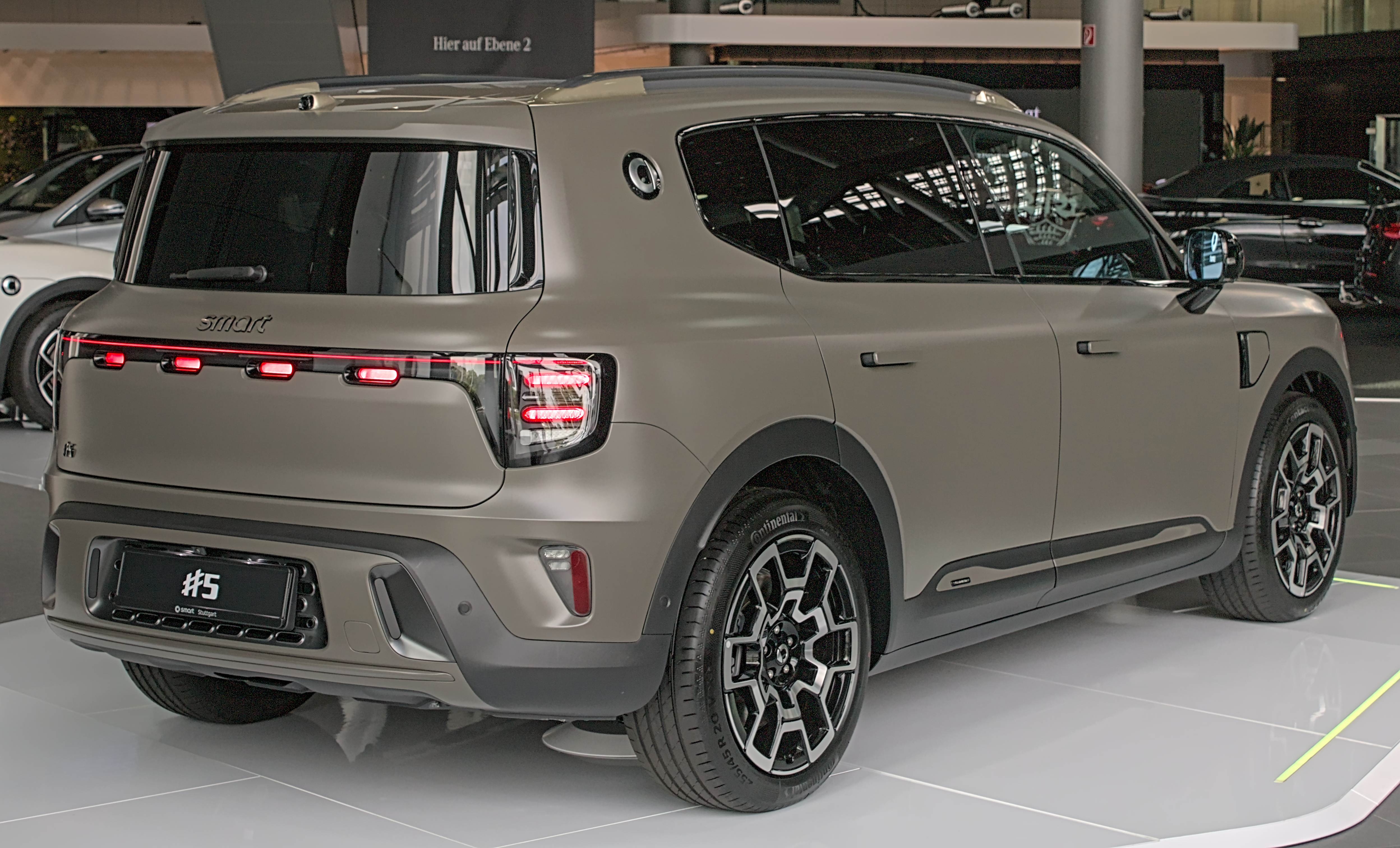
Heckansicht

Der Smart #5, auch Smart Hashtag Five, ist ein batterieelektrisch angetriebenes SUV, das von Smart in einem Joint Venture zwischen der Mercedes-Benz-Gruppe und der Geely Holding entwickelt und produziert wird. Nach dem Smart #1 und #3 ist es das dritte Fahrzeug dieses Gemeinschaftsunternehmens.

## Geschichte
Im April 2024 wurde mit dem Smart Concept #5 ein erster Ausblick auf das neue, größere SUV gegeben, das sich oberhalb von #1 und #3 positioniert. Die Serienversion wurde Ende August 2024 in Australien vorgestellt und ist seit April 2025 auch in Europa bestellbar. Auch im April 2025 wurde die sportlichere Brabus-Variante vorgestellt. In China wird der Wagen bereits seit Oktober 2024 verkauft. Außerdem wurde dort im Juli 2025 eine Version mit Plug-in-Hybrid-Antrieb vorgestellt.

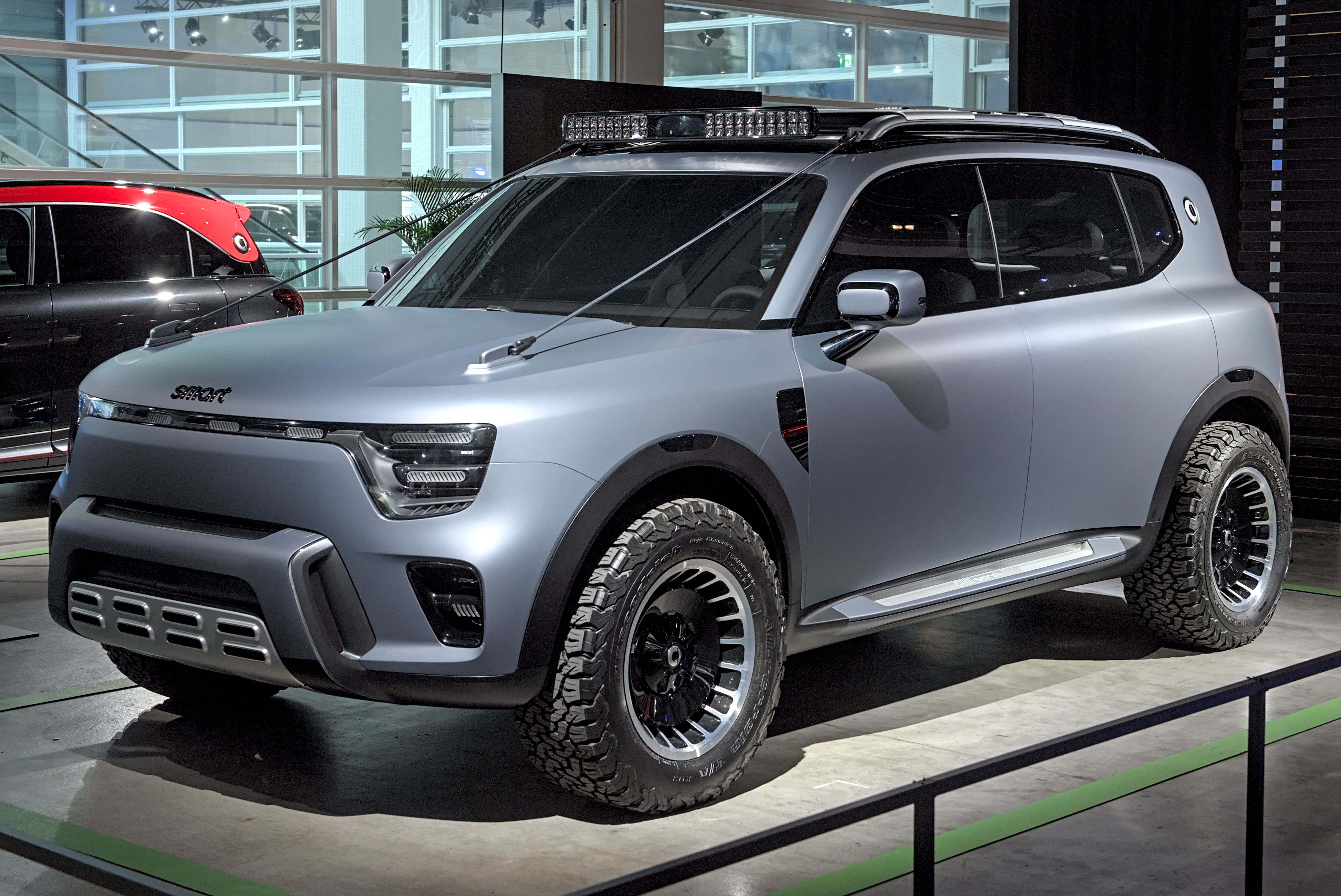
Smart Concept #5 (2024)
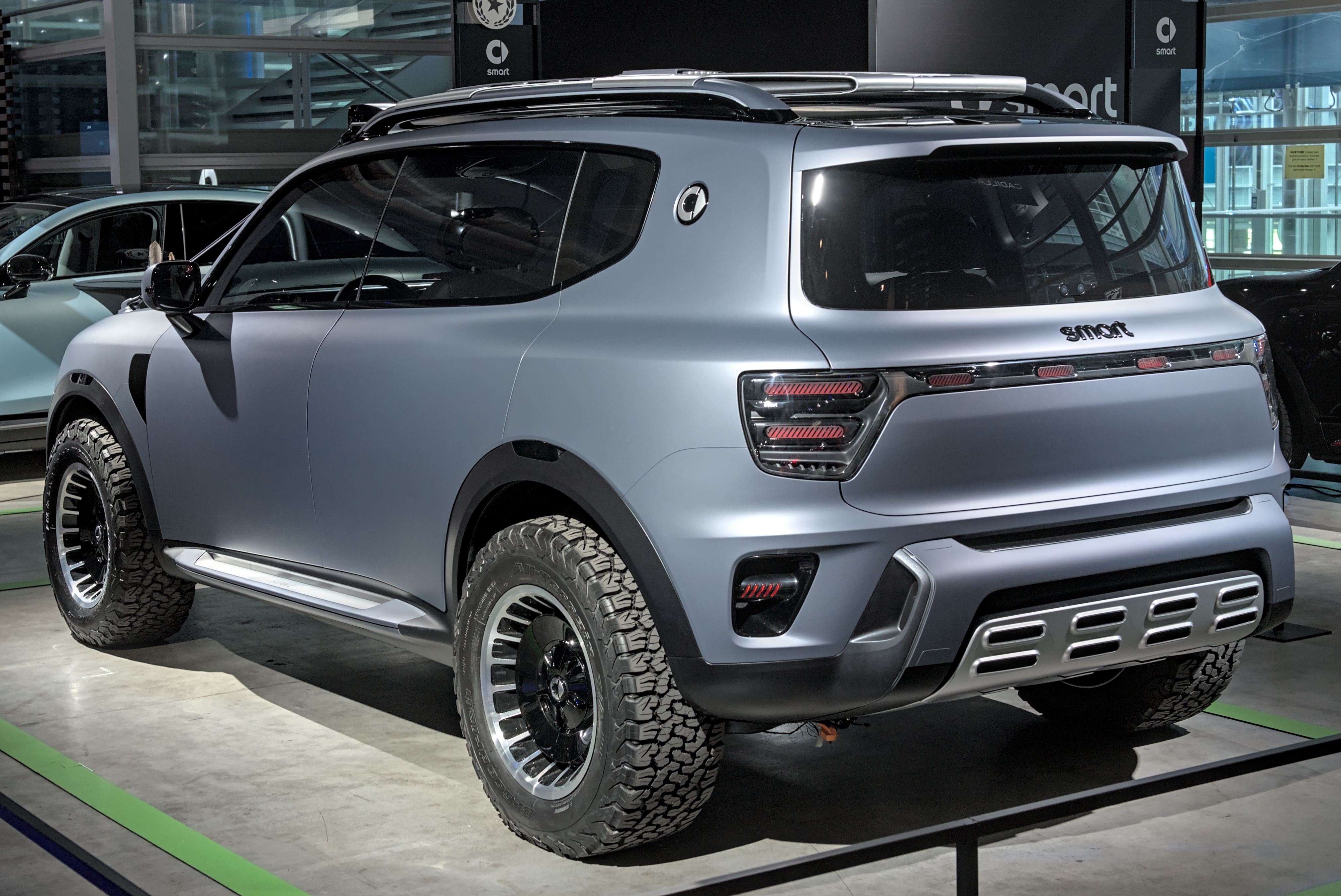
Concept #5 Heckansicht

## Technik
Der Smart #5 basiert auf der von Geely entwickelten Elektrofahrzeug-Plattform PMA2+. In Kombination mit dem kleineren Lithium-Eisenphosphat-Akku mit 76,0 kWh und 400-Volt-Basis bietet der Heckmotor 250 kW (340 PS) und ein Drehmoment von 373 Nm. Wählt man den 100,0 kWh großen Nickel-Mangan-Cobalt-Akku, steigt die Leistung auf 267 kW (363 PS), das Drehmoment bleibt gleich. Die Allradversion, ebenfalls mit 100 kWh großem Akku, kommt auf eine Leistung von insgesamt 432 kW (588 PS) und ein Drehmoment von 643 Nm. Später wird eine zweite Allradversion mit 475 kW (646 PS) angeboten, bei der der hintere Elektromotor dann 310 kW (421 PS) beisteuert. Der größere Akku nutzt dabei ein 800-Volt-System, das mit Gleichstrom Ladeleistungen von bis zu 400 kW ermöglicht. Beim kleineren Akku sind es maximal 150 kW. Auch mit Wechselstrom unterscheidet sich die Ladeleistung zwischen 11 und 22 kW. Die Ladezeit gibt der Hersteller mit etwa 30 Minuten für den kleinen und etwa 18 Minuten für den großen Akku an. Die Reichweiten nach dem WLTP-Messzyklus liegen bei 465, 590 bzw. 540 km (Allradversion). Die Beschleunigungszeiten auf 100 km/h reichen von 6,9 bis 3,8 s. Die Höchstgeschwindigkeit liegt außer bei der Topversion mit 210 km/h immer bei 200 km/h. Der hintere Kofferraum fasst 630 bis 1530 Liter; der vordere („Frunk“) versionsabhängig 47 oder 72 Liter, wenn vorn kein Elektromotor eingebaut ist; die Anhängelast beträgt ungebremst 750 kg, gebremst 1600 kg.
Die Plug-in-Hybrid-Version EHD hat einen Akku mit einem Energieinhalt von 41,5 kWh. In Kombination mit einem aufgeladenen 1,5-Liter-Ottomotor soll sich so eine Gesamtreichweite von knapp 1600 km nach chinesischer Norm ergeben.
Für die Armaturentafel sind drei Displays möglich, wovon eins dem Beifahrer zugeordnet ist. Ab der zweithöchsten Ausstattung Premium hat der #5 eine Wärmepumpe sowie ein Audiosystem mit 20 Lautsprechern von Sennheiser.

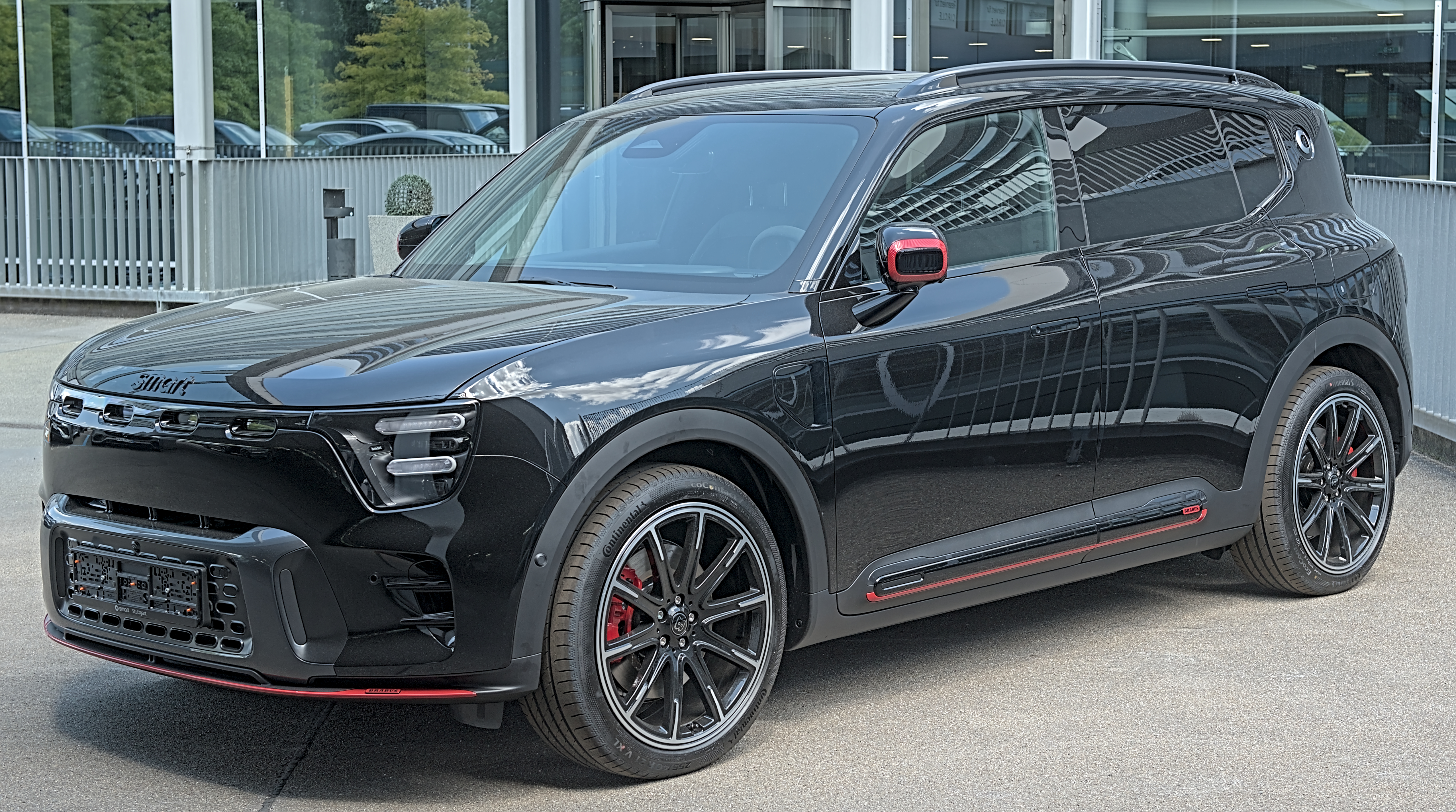
Smart #5 Brabus (seit 2025)
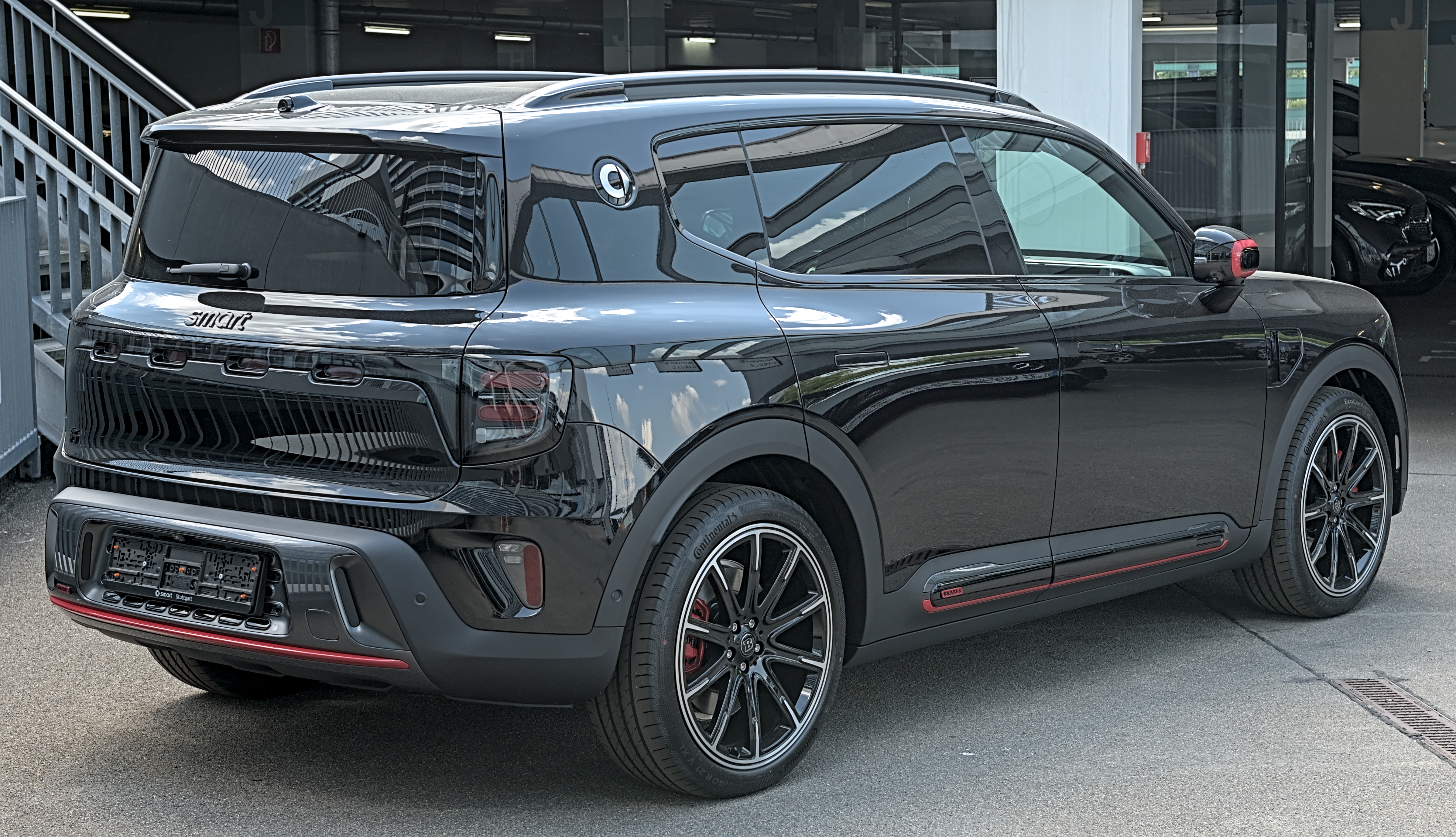
Heckansicht
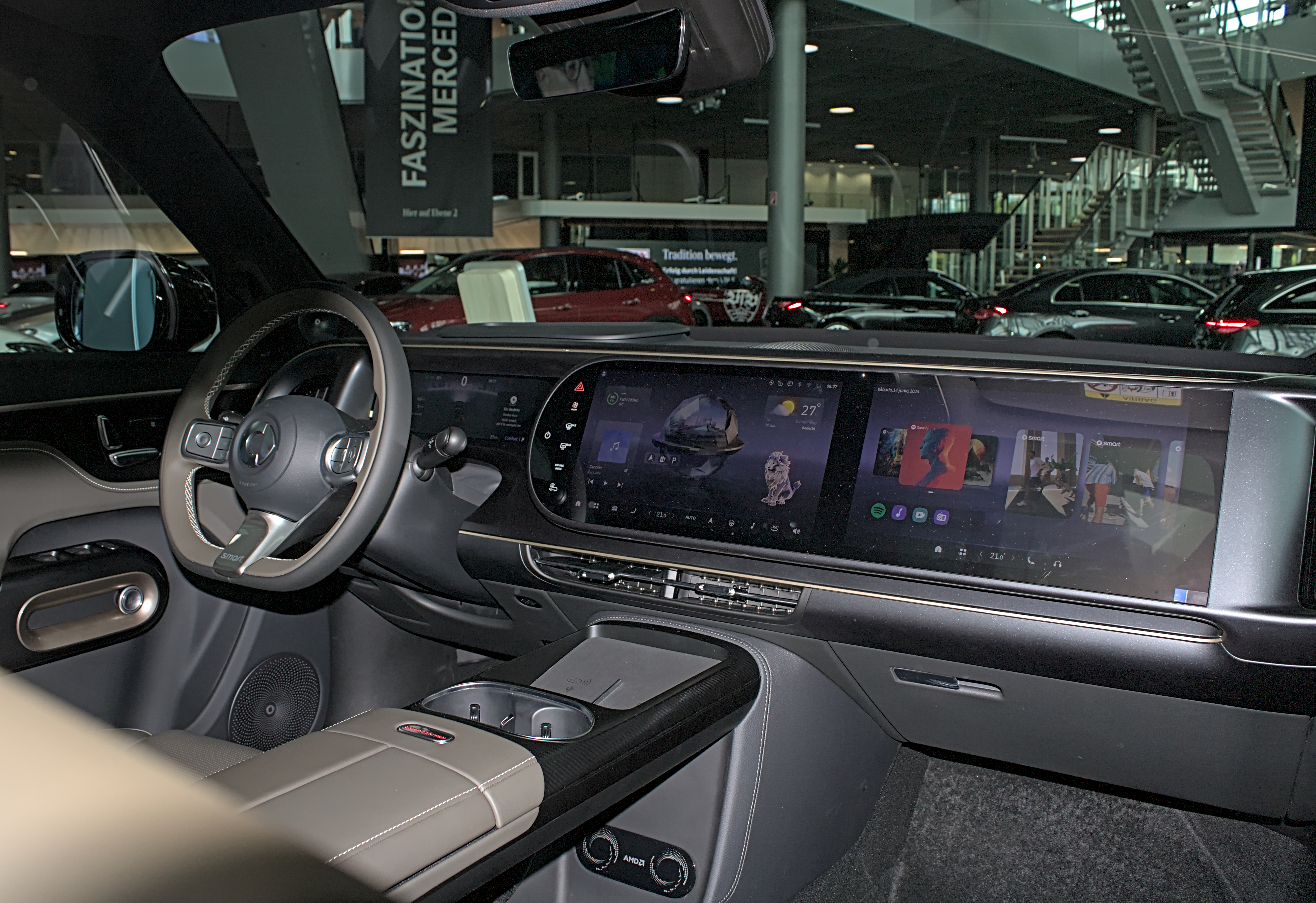
Innenansicht

## Technische Daten
|                                                | #5 Pro                                  | #5 Pro+                                 | #5 Pulse                                | #5 Brabus                               |
| ---------------------------------------------- | --------------------------------------- | --------------------------------------- | --------------------------------------- | --------------------------------------- |
| Bauzeitraum                                    | seit 04/2025                            | seit 04/2025                            | seit 04/2025                            | seit 04/2025                            |
| Motorkenndaten                                 |                                         |                                         |                                         |                                         |
| Motortyp                                       | Elektromotor hinten                     | Elektromotor hinten                     | Elektromotor vorne und hinten           | Elektromotor vorne und hinten           |
| Motorbauart                                    | permanentmagneterregte Synchronmaschine | permanentmagneterregte Synchronmaschine | permanentmagneterregte Synchronmaschine | permanentmagneterregte Synchronmaschine |
| max. Leistung                                  | 250 kW (340 PS)                         | 267 kW (363 PS)                         | 432 kW (588 PS)                         | 475 kW (646 PS)                         |
| max. Drehmoment                                | 373 Nm                                  | 373 Nm                                  | 643 Nm                                  | 710 Nm                                  |
| max. konst. Leistung                           | 116 PS                                  | 116 PS                                  | 166 PS                                  | 190 PS                                  |
| Kraftübertragung                               |                                         |                                         |                                         |                                         |
| Antrieb                                        | Hinterradantrieb                        | Hinterradantrieb                        | Allradantrieb                           | Allradantrieb                           |
| Getriebe                                       | Festes Übersetzungsverhältnis           | Festes Übersetzungsverhältnis           | Festes Übersetzungsverhältnis           | Festes Übersetzungsverhältnis           |
| Antriebsbatterie                               |                                         |                                         |                                         |                                         |
| Zellchemie                                     | LFP                                     | NMC                                     | NMC                                     | NMC                                     |
| Energieinhalt                                  | 76 kWh (74,4 kWh Netto)                 | 100 kWh (94 kWh Netto)                  | 100 kWh (94 kWh Netto)                  | 100 kWh (94 kWh Netto)                  |
| Messwerte                                      |                                         |                                         |                                         |                                         |
| Reichweite nach WLTP                           | 465 km                                  | 590 km                                  | 540 km                                  | 540 km                                  |
| Energieverbrauch auf 100 km (WLTP, kombiniert) | 18,5 kWh                                | 18,4 kWh                                | 19,9 kWh                                | 19,9 kWh                                |
| Beschleunigung, 0–100 km/h                     | 6,9 s                                   | 6,5 s                                   | 4,9 s                                   | 3,8 s                                   |
| Höchstgeschwindigkeit                          | 200 km/h                                | 200 km/h                                | 200 km/h                                | 210 km/h                                |
| Max. Ladeleistung (AC)                         | 11 kW                                   | 22 kW                                   | 22 kW                                   | 22 kW                                   |
| Max. Ladeleistung (DC)                         | 150 kW                                  | 400 kW                                  | 400 kW                                  | 400 kW                                  |
| Leergewicht                                    | 2200 kg                                 | 2260 kg                                 | 2345 kg                                 | 2378 kg                                 |